# Диадох Фотикийский
Диадо́х Фотики́йский (греч. Διάδοχος Φωτικής; приблизительно 400—474) — епископ Фотики (современный город Парамитья) в Эпире Иллирийском в V веке, автор богословных и аскетических трудов. В славянской рукописи — Хлудовском прологе (1370) — под 31 августа записана память мученика Диадоха. Под тем же числом находится его имя и в Четьих-Минеях всероссийского святителя Макария, причем пояснено: «Святый мученик Диадох мечём скончался».
Блаженный Диадох Фотикийский — духовный авторитет христианского Востока, учитель правой веры и добродетели, живой свидетель употребления в V веке Иисусовой молитвы. Известен он также и на западе, так как оказал влияние и на западную традицию — от Цезария, архиепископа Арльского, до Игнатия Лойолы и Терезы Авильской.

## Биография
Достоверных сведений о житии блаженного Диадоха сохранилось немного. Святитель Константинопольской Церкви Фотий в своём труде «Библиотека» неоднократно именует его «епископом Фотики в Древнем Эпире».
Во время монофизитских споров встал без колебаний на стороне участников IV Вселенского Собора в Халкидоне (451 г.). А вскоре после Собора вместе с другими епископами Древнего Эпира подписал послание к императору Льву, в котором подчёркивается достоинство «халкидонитов» и порицается, критикуется монофизитство. Боролся блаженный Диадох и с мессалианами. В конце шестидесятых или начале семидесятых годов V века во время нашествия на Эпир вандалов Блаженный Диадох был пленён и отвезён в Карфаген.

## Сочинения
на языке оригинала:
- Patrologia Graeca. 65. col. 1141-1212

В переводе на русский язык имеется пять творений, принадлежащих или усваиваемых блаженному Диадоху.
- Слово аскетическое (сто глав).
- Слово на Вознесение Господа нашего Иисуса Христа.
- Слово против ариан.
- Видение святого Диадоха.
- Катехизис.

Первые два творения Фотикийского святителя считаются подлинными, а в отношении трёх последних высказываются сомнения.
Его творения, в особенности «Слово аскетическое», известны в церковной литературе гораздо более, чем их автор, самое имя которого подвергалось сомнению. Они сохранились в многочисленных древних греческих рукописях и помещались иногда наряду с некоторыми книгами Священного Писания. «Слово аскетическое» известно было и в России по переводам, встречающимся во многих славянских рукописях.
Новейшие переводы принадлежат Паисию Величковскому и преосвященному Феофану (в 3 томе «Добротолюбия»).
Самым значительным по содержанию и самым большим по объёму является «Слово аскетическое». В разных списках оно имеет и иные названия: «Сто аскетических глав», «Главы практические о знании и духовном различении», «Сто глав».
Профессор Киевской духовной академии Константин Попов посвятил блаженному Диадоху и его сочинениям докторскую диссертацию (1903), в первом томе которой напечатал греческий текст трёх его сочинений («Слово аскетическое», «Слово на Вознесение Господне» и «Против ариан») с примечаниями и переводом, во многом отличающимся от прежних.